# Landskrona, Ingermanland
Landskrona var en fästning i Ingermanland som uppfördes av svenskarna år 1300 men förstördes av novgoroderna år 1301. Den var avsedd som en svensk stödpunkt vid floden Neva för vidare expansion i Ingermanland.

## Upptakten
Under ledning av marsken Tyrgils Knutsson gjorde  svenskarna tre framstötar på områden som lydde under Novgorod. År 1293 byggde svenskarna Viborgs slott vid Finska viken och 1295 försökte de göra samma sak i Kexholm vid Ladoga men misslyckades. År 1300 gjorde svenskarna ytterligare ett angrepp och byggde fästet Landskrona. De första två angreppen avsåg herraväldet i Karelen medan det tredje gällde Ingermanland och handelsvägen från orterna kring sjön Ladoga längs Neva till havet. Vid pingsttiden år 1300 bröt Tyrgils upp med en flotta bestående av 30-50 skepp och 1 100 man och seglade till floden Nevas mynning. På flottan medfördes en italiensk byggmästare, många hantverkare och stora mängder livsmedel. Svenskarna anlade genast en fästning på vänstra stranden av Svärta (ryska Ochta) å vid mynningen till Neva. Platsen ligger strax öster om centrala Sankt Petersburg idag. Planen var att bygga en så stark fästning att den under vintern då flottan hade avseglat kunde stå emot alla anfall. Platsen valdes därför att den var så nära havet som möjligt utan att drabbas av översvämningar. Hamnen i Svärtån försågs med bryggor och var väl skyddad för storm. Floderna skyddade alla sidor av näset mot angrepp utom i öster, där svenskarna grävde en vallgrav och innanför den restes en palissad samt åtta torn med skyttegluggar.

## Krigshandlingar
Innan fästningen var färdig fick novgoroderna kännedom om svenskarnas förehavanden och samlade sina krigare på en holme i Ladoga. Då svenskarna blev medvetna om detta sände de uppför Neva en flotta med 800 man under ledning av Harald, fogden i Tavastland.
 På Ladoga överraskades de av en storm som tvingade dem att landa på den karelska sidan av sjön och vänta ut stormen i fem dagar. Därefter återvände svenskarna via Pekkinsäär (finska Pähkinäsaari, ryska Oreshek, Nötön), där de lämnade kvar vaktposter. Novgorodernas motangrepp inleddes med att på Svärtån släppa ut flottar som brännare för att förstöra svenskarnas skepp. De skyddades dock av utlagda bommar och flottarna brann ned utan att göra skada. Därpå följde ett anfall över vallgraven där de försvarande hälsingarna längst i söder började svikta. Då gjorde det svenska kavalleriet ett utfall som drev novgoroderna tillbaka till sina försvarspositioner i skogsbrynet. En natt, troligen i augusti, försvann de novgorodiska trupperna och lugnet återställdes.
Fästningsbygget fortsatte fram till hösten och den svenska flottan avseglade i slutet av september. Kvar på Landskrona var befälhavaren Sten med 200 krigare samt 100 arbetare och tjänare. De fick en hård vinter och många led av skörbjugg. För ryssarna stod det klart att man måste ingripa före seglationssäsongens början. Då kunde svenskarna stärka fästningen med nytt manskap och livsmedel. Novgoroderna inledde sitt anfall med att påla Svärtåns mynning för att stoppa sjöfarten. Då huvudarmén under ledning av fursten i Novgorod, Andrej Gorodetskij, anlände i mitten av maj inleddes belägringen av fästningen. En brand bröt ut i fästningen och gav novgoroderna möjligheten att storma och inta den. De kvarvarande svenskarna drog sig tillbaka till en tornkällare men tvingades till slut kapitulera. Resterna av fästningen förstördes av novgoroderna.

## Fästningen
Omkring år 1300 byggdes fästningar både i Italien och Sverige av sten. Närvaron av en italiensk byggmästare tyder på att det var avsikten också i Landskrona. I stadens närhet fanns varken natursten eller granitblock tillgängliga och man tvingades därför bygga i trä och jord. Befästningarna inom det yttersta diket utgjorde en rektangulär plan om ca 13 000 m2. Själva fästningen var en kvadrat på 90 x 90 m och var omgiven av två parallella diken med 2 meters djup. Det yttre diket hade i bottnen en bredd om ca 15 m, det inre en om ca 11 meter och avståndet mellan dikena var 14-15 m. Dikenas kanter var täckta av halverade tallstockar lagda intill varandra. Fästningsområdet var ojämnt men de låga områdena fylldes upp med trädgrenar och över hela ytan byggdes en jämn plattform av träburar täckta med grästorv, sand och andra material. Soldaterna beväpnades med vanliga armborst men också med tyngre armborst monterade på stativ. I fästningens västra del fanns ett kvadratiskt torn med ytan 5,5 x 5,5 m. Det var byggt av stock och hade en grund som gick 2 meter under Nevans nivå. Tornet hade även en brunn och torde ha använts som utkikstorn.
De mest detaljerade arkeologiska utgrävningarna utfördes under åren 2006-2009 av P. E. Sorokin. De gjordes under hotet från Gazproms planer på att bygga en skyskrapa på platsen. Inte bara kunde man konstatera att Landskronas lämningar var väl bevarade och talade om en för sin tid ovanligt väl byggd fästning. Man kunde också konstatera att på platsen före Landskrona hade funnits en neolitisk bosättning och en medeltida fästning som inte omtalas i några källor.
Platsen för fästningen fick så småningom en ny bosättning som vid sekelskiftet 1500 bar namnet Nevskoje ustje (Nevas mynning) och som vid seklets slut var en liten stad med en kyrka helgad åt Sankt Mikael, furstens gästhus och en tull. Under den svenska tiden uppfördes på samma plats år 1611 fästningen Nyenskans, som förstördes under Peter den store år 1709. Senare fanns där ett varv och hantverkarstadsdelen Ohtinskie Slobody. I maj 2024 påbörjades ett storskaligt schaktningsarbete på udden för att lägga grunden till Gazproms bygge. Kulturlagret togs bort av grävmaskiner och fördes till en soptipp.